# Deutsche Gesellschaft für Perinatale Medizin
Die Deutsche Gesellschaft für Perinatale Medizin (DGPM) ist eine wissenschaftliche Fachgesellschaft mit dem Ziel der Förderung der Neonatologie und der pädiatrischen Intensivmedizin in Wissenschaft und Praxis. Die DGPM ist Mitglied der Arbeitsgemeinschaft der Wissenschaftlichen Medizinischen Fachgesellschaften (AWMF).

## Ziele und Aufgaben
Die DGPM sieht ihr wesentliches Ziel im Wohl Früh- und Reifgeborener sowie lebensbedrohlich erkrankter Kinder und Jugendlicher. Vor diesem Hintergrund nennt die Vereinssatzung folgende Aufgaben:
- Förderung der Forschung durch Veröffentlichung neuer Forschungsergebnisse auf der Jahrestagung, durch die Vergabe von Wissenschaftspreisen und Unterstützung beim Aufbau multizentrischer Netzwerke
- Förderung der ärztlichen und pflegerischen Fort- und Weiterbildung im Bereich der Neonatologie und pädiatrischen Intensivmedizin durch Musterweiterbildungsordnungen und Ausrichtung von Kursen, Seminaren und Lehrveranstaltungen
- Qualitätssicherung durch Entwicklung evidenzbasierter Leitlinien und Qualitätsmarker in Zusammenarbeit mit den durch den Gesetzgeber definierten Gremien
- Vertiefung der nationalen und internationalen Zusammenarbeit mit anderen wissenschaftlichen und medizinischen Gesellschaften und Verbänden, die sich mit den Fragen des Fachs befassen, sowie mit Patienten- und Elternverbänden
- Vertretung der Belange Früh- und Reifgeborener und schwerkranker Kinder und Jugendlicher gegenüber ärztlichen Berufsvertretungen, Behörden, den Planern der Versorgungsstrukturen, politischen Gremien und der Öffentlichkeit[4][5]

## Aktivitäten

### Arbeitsgemeinschaften
Innerhalb der Gesellschaft existieren mehrere Sektionen. Arbeitsgebiete sind unter anderem:
- Beatmung[6]
- Kindernotfallversorgung[7]
- Ernährung[8]
- Palliative Versorgung[9]

### Veranstaltungen
Die DGPM richtet Fortbildungsveranstaltungen, wissenschaftliche Symposien und eine Jahrestagung aus, auf der die Standards der Diagnostik und Therapie von Erkrankungen des Fachgebiets, innovative Therapieansätze und aktuelle Forschungsergebnisse vorgestellt und diskutiert werden.

## Veröffentlichungen
Die Gesellschaft veröffentlicht Stellungnahmen zu Vorgehensweisen, Maßnahmen und Standards in ihrem Fachgebiet. Hierzu gehören auch medizinische Leitlinien.

## Publikationen
Die Zeitschrift für Geburtshilfe und Neonatologie (ZGN) ist das offizielle Publikationsorgan der DGPM.

## Ehrungen und Preise
Die Gesellschaft ernennt Ehrenmitglieder und lobt folgende Preise aus:
- Maternité-Preis, welcher alle zwei Jahre anlässlich des Deutschen Kongresses für Perinatale Medizin für besondere, langjährige Verdienste um die Perinatalmedizin verliehen wird.
- Credé-Preis, gewidmet dem Andenken an Carl Siegmund Franz Credé (1819–1892), zur Würdigung besonderer wissenschaftlicher Leistungen auf dem Gebiet der Perinatalmedizin und ihrer Grenzgebiete.

Zu Ehrenmitglieder wurden ernannt:
- 1975: Zdenek Stembera (Prag), Karel Polacek (Prag)
- 1980: Kurt Baumgarten (Wien), Domokos Boda (Szeged)
- 1984: Zbiginiew Slomko (Poznan), Gyula Mestyan (Pecs)
- 1990: Joachim Holtorff (Dresden), Klaus Riegel (München), Erich Saling (Berlin)
- 2007: Evelyne Kattner (Hannover 2007)
- 2009: Wolfgang Künzel (Gießen), Karl Bauer (Frankfurt am Main)
- 2011: Dietrich Berg (Amberg)
- 2013: Peter Brockerhoff (Mainz)
- 2015: Hermann Hepp (München)
- 2017: Klaus Vetter (Berlin)
- Ernst Beinder (posthum)

## Geschichte
Die DGPM wurde 1967 von Erich Saling gegründet, seit 1992 ist sie Mitglied der AWMF.